# Кавунівська сільська рада (Арбузинський район)
Кавуні́вська сільська́ ра́да — орган місцевого самоврядування в Арбузинському районі Миколаївської області. Адміністративний центр — селище Кавуни.

## Загальні відомості
- Населення ради: 918 осіб (станом на 2001 рік)

## Населені пункти
Сільській раді підпорядковані населені пункти:
- с-ще Кавуни

## Склад ради
Рада складається з 14 депутатів та голови.
- Голова ради: Драгунова Катерина Валентинівна
- Секретар ради: Байда Любов Миколаївна

### Керівний склад попередніх скликань
| ПІБ                             | Основні відомості                                                         | Дата обрання | Дата звільнення |
| ------------------------------- | ------------------------------------------------------------------------- | ------------ | --------------- |
| Драгунова Катерина Валентинівна | Сільський голова, 1954 року народження, освіта вища, член Народної партії | 26.03.2006   | 31.10.2010      |
| Драгунова Катерина Валентинівна | Сільський голова, 1954 року народження, освіта вища, член Партії регіонів | 31.10.2010   |                 |

Примітка: таблиця складена за даними джерела